# Vivien Wulf
Vivien Wulf (Karlsruhe, 14 gennaio 1994) è un'attrice tedesca.

## Biografia
Inizia a recitare giovanissima, quasi in tenera età, frequentando corsi di balletto, pianoforte e recitazione. Nel 2009 ottiene il suo primo ruolo di rilievo nella miniserie televisiva in due parti, tratta dal romanzo di Ken Follett Nel bianco (Eisfieber), dove recita al fianco di Heiner Lauterbach. L'estate successiva ottiene il ruolo da protagonista nel film Rock it!. Negli anni successivi è apparsa in varie produzioni televisive tedesche. Nel 2019 interpreta un ruolo da protagonista nel film Misfit. Nel novembre 2024 entra nel cast della soap Tempesta d'amore.

## Filmografia

### Cinema
- Rock It!, regia di Mike Marzuk (2010)
- Amore a Salisburgo (The Salzburg Story), regia di Alexander Peter Lercher (2018)
- Misfit, regia di Erwin van den Eshof (2019)

### Televisione
- Squadra Speciale Cobra 11 (Alarm für Cobra 11 – Die Autobahnpolizei) – serie TV, episodio 16x03-18x01 (2010-2012)
- Nel bianco (Eisfieber), regia di Peter Keglevic – miniserie TV (2010)
- SOKO München – serie TV, episodio 37x03 (2011)
- The Black Pony – Scars and Bruises (videoclip)
- Nina Undercover – Agentin mit Kids (film televisivo)
- Unter uns – serial TV (2011)
- Rosamunde Pilcher – serie TV, episodio 104 (2011)
- La nave dei sogni (Das Traumschiff) – serie TV (2011-2022)
- Last Cop - L'ultimo sbirro (Der letzte Bulle) – serie TV, episodio 3x12 (2012)
- Sprung ins Leben, regia di Matthias Steurer – film TV (2013)
- Il commissario Köster (Der Alte) – serie TV, episodio 42x04 (2014)
- Verbotene Liebe – serial TV, puntate 4643-4644 (2015)
- Wilsberg – serie TV, episodio 1x56 (2017)
- Squadra Speciale Colonia (SOKO Köln) – serie TV, episodio 14x05 (2017)
- Falkenberg - Mord im Internat? – serie TV, 6 episodi (2019)
- Toxisch, regia di Jonas Ems e Jonas Wuttke – miniserie TV (2022)
- Tempesta d'amore (Sturm der Liebe) – serial TV (2025)